# Der Revisor

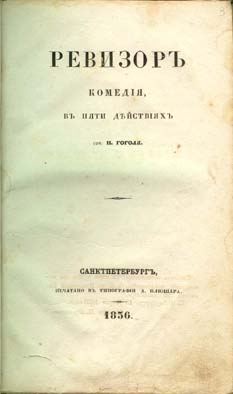
Erstausgabe von 1836

Der Revisor (russisch Ревизор) ist eine Komödie in fünf Aufzügen von Nikolai Gogol. Gogol schrieb die Komödie 1835. 1836 wurde sie veröffentlicht. Die Uraufführung fand am 19. April 1836 in Sankt Petersburg im Alexandrinski-Theater statt, die Erstaufführung für Moskau im Mai 1836 im Kleinen Theater. Das Stück gehört heute noch zu den meistgespielten auf den Spielplänen von Bühnen, auch in Deutschland.

## Inhalt
In einem kleinen russischen Städtchen wird die Nachricht verbreitet, ein Revisor sei inkognito auf dem Weg in die Stadt. Alle Beamten der Stadt, allen voran der Stadthauptmann als Oberhaupt, fürchten sich vor diesem Besuch. Schließlich hat jeder von ihnen Dreck am Stecken: Sie lassen sich bestechen und erfüllen ihre Aufgaben nicht.
Gleichzeitig ist ein junger Mann, Chlestakow, aus St. Petersburg in einem Gasthaus abgestiegen. Seit zwei Wochen wohnt er dort und hat noch keine Rechnung bezahlt, sondern sich immer alles anschreiben lassen. Schnell geht das Gerücht um, dies sei der Revisor.
Bald kommt es zum Zusammentreffen der beiden Parteien. Chlestakow erwartet, gleich wegen der unbezahlten Rechnungen verhaftet zu werden, und gerät außer sich. Er schreit und beschwert sich über das schlechte Essen. Der Stadthauptmann ist durch diesen Ausbruch völlig eingeschüchtert und noch mehr davon überzeugt, es mit einem Staatsbeamten zu tun zu haben. Er beruhigt Chlestakow und versucht, das Inkognito-Spielchen mitspielen. Chlestakow erzählt nun aber seine wahre Geschichte: dass er vom Vater aus St. Petersburg zurückbeordert wurde, weil er dort in der Kanzlei noch nicht Karriere gemacht hat. Mit der Heimreise lasse er sich allerdings Zeit – er habe gar keine Lust, nach Hause zu kommen. Jedoch habe er kein Geld mehr. Der Stadthauptmann steckt ihm schnell 400 Rubel als Schmiergeld zu und bietet ihm sein Gästezimmer an.
Nun werden Chlestakow verschiedene Besichtigungstouren durch die Stadt geboten, und dabei wird ihm immer wieder Geld zugesteckt. Zuerst hält er die Leute für sehr gutmütig und großzügig, begreift dann aber, dass sie ihn wohl verwechseln. Trotzdem spielt er das Spiel weiter, verlobt sich sogar mit der Tochter des Stadthauptmanns. Kurz danach macht er sich aus dem Staub. Während die Beamten in der Stadt die Verlobung feiern, tritt der Postmeister auf, der einen Brief von Chlestakow an einen Freund geöffnet hat. Darin macht Chlestakow sich über die Leute in der Stadt lustig, und der Schwindel fliegt auf. Chlestakow ist allerdings längst über alle Berge, während der echte Revisor wartet.

## Deutung
Gogols Komödie schließt in Russland an die neue Richtung an, die sich mit Gribojedows „Gore ot uma“ (Verstand schafft Leiden) bereits vom klassizistischen Drama abgewendet hatte, und geht einen ganzen Schritt weiter, indem er das bisher stets vorhandene Liebesmotiv nur noch parodiehaft einschließt. Die Komödie bekommt bei Gogol die Struktur der Verwechslungskomödie. Die ständigen Verwechslungen verleihen dem Werk eine kompositionelle Geschlossenheit. Die Täuschung wird von den Figuren des Stückes nicht erkannt, kann aber vom Zuschauer früh festgestellt werden.
Die getäuschten Personen sind zwar die „betrogenen Betrüger“, die es auch in früheren Komödien zu belachen gab, bei Gogol sind es aber nicht Einzelpersonen, sondern die ganze korrupte Gesellschaft des zeitgenössischen Russland. Damit wird Gogols Komödie auch zur Gesellschaftskomödie, die dargestellte Stadt steht modellhaft für ganz Russland. Gogol selbst fand, dass diese Komödie „der Sammelpunkt für alle möglichen Unzulänglichkeiten“ sei. Ihre Übertreibungen und Verzerrungen machen sie auch zur Groteske, auch wenn – verglichen mit anderen Werken Gogols – der „Revisor“ vergleichsweise wenige Elemente des Grotesken enthält. Wir erhalten „Einblicke in die Verkehrtheit der Welt, in der wir selber leben“. Das „Lachen über sich selbst“ verliert den Charakter des bloßen Spotts, da es eine „reinigende Wirkung“ hat. „Nur das Lachen kann uns die Kraft geben, die Tragödie der Existenz zu ertragen“ (Ionesco, Notes et contre-notes).
Der Stadthauptmann und die Beamten, die am Schluss des Stückes ihre Täuschung erkennen müssen, haben ihre frühere Sicherheit verloren. Zwar sind sie von Chlestakow, dem vermeintlichen Revisor, getäuscht worden, aber da das Ganze in der stummen Schlussszene für alle unfassbar zu sein scheint, ist man eher geneigt, das Ganze dem Teufel zuzuschreiben, der „seine Hand im Spiele“ gehabt habe. Hier wird ein Grundsatz von Gogols Weltsicht erkennbar, dass nämlich „Alles Lug und Trug“ ist. Nichts ist so, wie es scheint, man täuscht sich fortgesetzt in dem, was der andere ist. Die Verwechslung als Problem der Identität.

## Verarbeitungen

### Verfilmungen
- 1922: Seine Excellenz, der Revisor
- 1932: Eine Stadt steht Kopf – Regie: Gustaf Gründgens
- 1949: Die sündige Stadt (The Inspector General; auch: Der falsche Revisor) – Regie: Henry Koster
- 1950: Afsar – Regie: Chetan Anand
- 1952: Der Revisor (Rewisor) – Regie: Wladimir Petrow
- 1967: Der Revisor – Regie: Gustav Rudolf Sellner; mit Hans Clarin als Chlestakov
- 1972: Lambaaye – Regie: Mahama J. Traoré
- 1973: Calzonzin inspector – Regie: Alfonso Arau
- 1977: Inkognito aus Petersburg (Inkognito is Peterburga) – Regie: Leonid Gaidai
- 1981: Le revizor (TV) – Regie: Philippe Laïk
- 1996: Rewisor – Regie: Sergei Gasarow

### Vertonungen
- 1949: Musical
- 1957: Oper (Werner Egk)
  - 2007: Inszenierung (Claudia Sarnowski)
- 2008: Oper Chlestakows Wiederkehr (Giselher Klebe)

### Hörspiele
- 1925: Der Revisor – Regie und Sprecher: Gerd Fricke, mit Alois Großmann, Thessa Klinkhammer, Erna Reigbert, Arthur Mainzer, Alfred Scherzer
- 1946: Der Revisor – Regie: Fritz Benscher (Darsteller nicht bekannt)
- 1949: Der Revisor – Regie: Rudolf Hahn
- 1952: Der Revisor – Regie: Walter Ohm
- 1954: Der Revisor – Regie: Ulrich Lauterbach, mit Fritz Saalfeld, Else Knott, Dorothea Denzel, Werner Finck, Heinz Schimmelpfennig, Albert Florath, Karl Meixner, Heinrich Troxbömker, Hans Korte, Joachim Teege und Claus Biederstaedt.
- 1961: Der Revisor – Regie: Walter Knaus, mit Wolfgang Reichmann, Ilsemarie Schnering, Inge Bahr-Schulte, Kurt Lieck, Ernstwalter Mitulski, Bum Krüger, Wolfgang Schirlitz, Ludwig Thiesen, Ernst Ronnecker und andere
- 1973: Der Revisor – Bearbeitung und Regie: Alfred Hartner, mit Heinrich Schweiger, Grete Zimmer, Sylvia Lukan, Heinz Winter, Fritz Lehmann, Achim Benning, Rudolf Rössner, Peter Gerhard, Johannes Schauer und andere

### Inszenierungen
- 1926: Der Revisor – Regie: Wsewolod Emiljewitsch Meyerhold – TIM Moskau[2]
- 1948: Der Revisor – Regie: Wolfgang von Stas – Schauspielhaus Bochum
- 1981: Der Revisor, Übersetzung: Sergej Gladkich – Regie: Boris Luzenko – Maxim-Gorki-Theater
- 2008: Der Revisor – Regie: Tilman Gersch – Theater Göttingen
- 2009: Der Revisor – Regie: René Schnoz – FRECH: Freilichtspiele Chur;
- 2009: Der Revisor – Regie: Sebastian Nübling – Schauspielhaus Zürich
- 2010: Der Revisor – Regie: Peter Kube – Hans Otto Theater Potsdam
- 2010: Der Revisor – Regie: Susanne Ebert – Kammerspiele Paderborn
- 2011: Der Revisor – Regie: Sabine Hahn – Ensemble ebenDIE Comedia Theater Köln
- 2011: Der Revisor – Regie: Steffen Mensching – Theater Rudolstadt
- 2012: Der Revisor – Regie: Wolfram Apprich – Theater Baden-Baden
- 2012: Der Sparkommissar (nach „Der Revisor“) – Regie: Peter Carp – Theater Oberhausen
- 2012: Der Revisor – Regie: Benno Busch – Liebhabertheater Sondershausen
- 2012: Der Revisor – Regie: Herbert Fritsch – Residenztheater München
- 2013: Der Revisor – Inszenierung: André Turnheim – Landestheater Linz
- 2015: Der Revisor – Inszenierung: Alvis Hermanis – Burgtheater Wien, mit Fabian Krüger, Michael Maertens, Maria Happel, Dörte Lyssewski, Oliver Stokowski, Johann Adam Oest und Falk Rockstroh.
- 2022: Der Revisor – Regie: Alexander Gamnitzer – HMT Leipzig[3]
- 2022: Der Revisor – Regie: Daniel Foerster – Theater Regensburg
- 2023: Der Revisor – Inszenierung: Maja Delinic – Schauspiel Wuppertal
- 2023: Der Revisor – Landestheater Tübingen
- 2025: Der Revisor – Regie: Philip Tiedemann – Schlosspark Theater Berlin
- 2025: Der Revisor – Regie: Christoph Hirschauer – Grüne Bühne München